# Bartolomeo Grazioli
Pour les articles homonymes, voir Grazioli.
Bartolomeo Grazioli (né le 25 septembre 1804 à Fontanella Grazioli, frazione de la commune de Casalromano, dans la province de Mantoue, décédé le 3 mars 1853 à Belfiore est un religieux et un patriote italien, un des martyrs de Belfiore.

## Biographie
D'origine humble, Bartolomeo Grazioli entre au séminaire à Mantoue et ajoute à son inclination religieuse, un fort désir d'indépendance politique de son pays. En 1827, il est ordonné prêtre et en 1842, curé de Revere, puis il est nommé directeur de l’école primaire de sa paroisse. En 1848, il adhère au mouvement irrédentiste, dont il devient le chef local.
Il est arrêté par la police autrichienne alors qu'il est curé de Revere et il est pendu dans la vallée de Belfiore avec le comte véronais Carlo Montanari et avec le brescian Tito Speri, le 3 mars 1852, en tant que criminel selon ses propres aveux, parmi lesquels l'accusation d'avoir fait du prosélytisme pour le mouvement révolutionnaire et de la subversion.

## Sources
- (it) Cet article est partiellement ou en totalité issu de l’article de Wikipédia en italien intitulé « Bartolomeo Grazioli » (voir la liste des auteurs).
- (it) Timoleoni Vedovi, Cenni biografici dei martiri di Belfiore et di S. Giorgi, V. Guastalla, 1872, 231 p. (lire en ligne)
- (it) Luigi Martini, Il confortatorio di Mantova negli anni 1851, 52, 53 e 55, vol. I, Mantoue, Tipografia Bortolo Balbiani, 1870, 2e éd., 336 p. (lire en ligne)